# Омский академический театр драмы
 Омский государственный академический театр драмы — крупнейший и старейший академический драматический театр в Сибири. Кузница плеяды выдающихся сибирских мастеров театрального и киноискусства, среди которых Михаил Ульянов, Александр Щёголев, Вацлав Дворжецкий, Юрий Ицков, Юрий Кузнецов и др. Продолжатель традиций Вахтанговской школы, оказавшей на театр существенное влияние в годы её эвакуации в период Великой Отечественной войны. Труппа театра входит в десятку лучших региональных драматических коллективов России. Одной из главных легенд театра является блестящая советская актриса, народная артистка РСФСР, лауреат Государственной премии РСФСР им. К.С. Станиславского Татьяна Ожигова, в честь которой названа камерная (малая) сцена театра.

## История театра

### История XIX века
До 1840-х годов в Омске не было профессионального театра, лишь изредка приезжали гастролёры. До 1850-х в городе существовал театр, ставивший остросюжетные пьесы, об этом театре упоминал Ф. М. Достоевский. Первое здание, выстроенное для театра купцом Быковым, появляется лишь в 1875 году, было оно тогда деревянным. В 1876 году в театре появляется первая профессиональная труппа. Вскоре, в конце 1877 года здание театра сгорело. В 1882 году вместо сгоревшего деревянного на том же месте было выстроено новое, каменное здание двухъярусного театра (снесено в 1891 году). В 1898 году Городская Дума объявила конкурс на проект здания городского театра. Был выбран проект Илиодора Геннадиевича Хворинова (1835 - 1914). В июле 1901 года на центральной Базарной площади Омска состоялась закладка фундамента нового здания театра. Основные работы завершены к 1902 году, но отделка деталей, установка отопления и электрического освещения, оборудование сцены затянулись до середины 1905 года. Торжественное открытие нового здания театра состоялось 24 сентября 1905 года (по старому стилю).  В 1912 году кирпичное здание театра отштукатурили; к 1915 году были завершены лепные и скульптурные работы: установка в нишах бюстов Л.Н.Толстого и А.П.Чехова; на фронтоне – скульптуры «Крылатый Гений» работы чешского скульптора Владимира Винклера  (снята со здания театра в 1933 году по идеологическим соображениям).

### История XX века
Омский драматический театр стал одним из самых интересных театров страны. Связан этот взлёт с именем легендарного директора Мигдата Нуртдиновича Ханжарова. В 1962 году Ханжаров возглавил театр и оставался на этом посту до 1988 года. Главными режиссёрами в это время были: Ефим Робертович Хигерович (с 1963 по 1966), Фёдор Самуилович Шейн (1966—1968), Яков Маркович Киржнер (1968—1977), Артур Юзефович Хайкин (1977—1980), Геннадий Рафаилович Тростянецкий (с 1980 — режиссёр, с 1985 по 1987 — главный режиссёр), Владимир Сергеевич Петров (1995 - 2001).

### История XXI века
В 2009 году главным режиссёром театра назначен Георгий Цхвирава.

## Здание театра
Здание театра является объектом культурного наследия (памятником архитектуры) Российской Федерации. В 1987 г. по старым фотографиям с некоторыми изменениями восстановлена скульптура «Крылатого Гения» -  фронтон театра украсила крылатая женская фигура с лирой в поднятой руке (скульпторы С. А. Голованцев и Л. И. Семенов). В 1983 г. были заново отлиты бюсты А. П. Чехова и Л. Н. Толстого (скульптор В. А. Шамардин, реставратор Т. В. Шамардина). В восстановлении скульптуры «Крылатый гений» принимал участие омский краевед И. П. Шихатов.

## Труппа театра. История
Народные артисты СССР
- Щёголев, Александр Иванович (1985), лауреат Сталинской премии.

Народные артисты РСФСР и РФ
- Некрасов, Пётр Сергеевич (1958)
- Колесников, Николай Николаевич (1951)
- Дворжецкий, Вацлав Янович (1991)
- Каширин, Борис Михайлович (1971)
- Чонишвили, Ножери Давидович (1974)
- Теплов, Алексей Фёдорович (1968)
- Псарёва, Елена Ивановна (1980)
- Хлытчиев (Халаджиев) Сергей Григорьевич (1982)
- Лукьянов, Всеволод Константинович (1971)
- Ожигова, Татьяна Анатольевна (1983)
- Василиади, Наталия Ивановна (2006)
- Смирнов, Евгений Владимирович (2003)
- Ицков, Юрий Леонидович (1999)
- Алексеев, Валерий Иванович| (1997)
- Чиндяйкин, Николай Дмитриевич (2013)
- Лобанов, Вадим Владимирович (2007)
- Мишулин, Спартак Васильевич (1981)
- Василиади, Моисей Филиппович (2004)
- Прокоп, Валерия Ивановна (2006)
- Пономарёв, Сергей Иванович  (1966)
- Окунев, Михаил Александрович (2019)

Заслуженный деятель искусств РСФСР и РФ
- Самборская Лина Семеновна (1945)

Заслуженные артисты РСФСР и РФ
- Торский (Иоралов) Владимир Федорович (1934)
- Потоцкий (Мансуров) Михаил Николаевич (1945)
- Ладыженский Николай Иванович, заслуженный артист Дагестанской АССР
- Головина Екатерина Алексеевна (1952)
- Кушманцева (Майская) Полина Никитична (1956)
- Филиппов Сергей Васильевич (1958)
- Кржечковская, Ангелина Агеевна (1958)
- Баратова, Изабелла Григорьевна (1957)
- Раутбарт, Владимир Иосифович (1958)
- Аросева, Елена Александровна (1974)
- Лепорская (Яшунская) Людмила Борисовна (1974)
- Барковская, Капитолина Григорьевна (1956)
- Волков Сергей Борисович (2004)
- Лысов, Сергей Викторович (1990)
- Мальчевский, Виктор Николаевич (1972)
- Надеждина, Надежда Владимировна (1974)
- Слесарев, Николай Ильич (1968)
- Бабенко, Николай Андреевич (1980)
- Дахненко Аркадий Евстафьевич (1981)
- Канунникова Вера Георгиевна (1983)
- Романенко Елизавета Николаевна (1983)
- Живодёрова Надежда Леонидовна (1995)
- Музыченко, Юрий Васильевич (1999)
- Кузнецов, Юрий Александрович  (2006)
- Степун, Феликс Оскарович, заслуженный артист Грузинской ССР (1966)
- Сотничевская, Софья Владимировна (1962)
- Бродская, Илона Николаевна (2014)
- Гончарук, Александр Анатольевич (1997)
- Оленберг, Сергей Робертович (1998)
- Филоненко, Татьяна Ивановна (2010)
- Потапова, Екатерина Валерьевна (2019)
- Теплоухов Олег Александрович (2021)

#### Заслуженный деятель культуры Омской области
- Кремель, Элеонора Викторовна
- Герасимова, Ирина Григорьевна
- Кройтор, Марина Михайловна
- Михалевский, Николай Иванович
- Прокопьева, Татьяна Вячеславовна
- Пузырников, Владислав Анатольевич
- Трандина, Любовь Александровна
- Ходюн, Анна Степановна
- Шапорин, Руслан Елисеевич

Известные артисты
- Дворжецкий, Владислав Вацлавович
- Гуркин, Владимир Павлович
- Булатова, Валентина Алексеевна
- Ханжаров, Николай Мигдатович
- Корфидов, Вячеслав Михайлович (1965—2014)

## Современная труппа театра
- Алексеев, Валерий Иванович
- Василиади, Наталья Ивановна
- Гончарук, Александр Анатольевич
- Кремель Элеонора Викторовна[7]
- Прокоп, Валерия Ивановна
- Теплоухов, Олег Александрович
- Шапорин, Руслан Елисеевич
- Потапова, Екатерина Валерьевна
- Пузырников, Владислав Анатольевич
- Ходюн, Анна Степановна
- Окунев, Михаил Александрович
- Герасимова, Ирина Григорьевна
- Девятков, Владимир Александрович
- Михалевский, Николай Иванович
- Филоненко, Татьяна Ивановна
- Уланов, Егор Александрович
- Костин, Игорь Владимирович

## Репертуар

### Выдающиеся постановки прошлых лет
- 1934 — «Гибель эскадры» Корнейчука[1]
- 1936 — «Любовь Яровая» Тренёва
- 1936 — «Оптимистическая трагедия» Вс. Вишневского

Режиссёр Я. М. Киржнер:
- «Смерть Иоанна Грозного» А. Толстого
- «Солдатская вдова» Н. Анкилова (Государственная премия РСФСР им. К.С.Станиславского)
- «Сирано де Бержерак» Ростана
- «Так начиналась легенда» Киржнера и Мозгунова

Режиссёр В.Симоновский:
- «Последний срок» В. Распутина

Режиссёр А. Ю. Хайкин:
- «На дне» Горького
- «Моя любовь на третьем курсе» М. Шатрова
- «Правда — хорошо, а счастье — лучше» А. Островского
- «Двое на качелях» У. Гибсона
- «Орфей спускается в ад» Т. Уильямса
- «Гроза» Островского
- «Нашествие» Леонова
- «Царская охота» Л. Зорина

Режиссёр Г. Р. Тростянецкий:
- «Девушка с ребёнком» В. Шкваркина
- «Мой бедный Бальзаминов» А. Островского
- «Лекарь поневоле» Ж-Б. Мольера
- "Пожар"В .Распутина
- «Любовь и голуби» В. Гуркина
- «У войны не женское лицо» С. Алексиевич (Государственная премия РСФСР им. К.С.Станиславского)
- «Вверх по лестнице, ведущей вниз» Б. Кауфман

Режиссёр В. В. Кокорин:
- «Московские кухни» Архивная копия от 19 января 2012 на Wayback Machine Юлия Кима
- «Король умирает» Эжена Ионеско

Режиссёр Ф.Григорян:
- «Дети Арбата» А.Рыбакова

Режиссёр А.Ф. Кац:
- «Три сестры» А. П. Чехова
- «Волки и овцы» А. Н. Островского

Режиссёр В. С .Петров:
- «Натуральное хозяйство в Шамбале» Алексея Шипенко
- «Женщина в песках» Кобо Абэ (премия фестиваля «Золотая маска», 1997 год)
- «Академия смеха» К. Митани
- «Церемонии зари» К. Фуэнтеса
- «Происшествие, которого никто не заметил» А. Володина

Режиссёр Е.Ж.Марчелли:
- «Дачники» А.Пешкова
- «Вишневый сад» А.Чехова
- «Фрекен Жюли» А.Стриндберга
- «Зеленая зона» М.Зуева

Режиссёр Г.З.Цхвирава:
- «Самоубийца» Н.Эрдмана
- «Уходил старик от старухи» С. Злотникова
- «Кольцо и роза» У. Теккерея
- «Продается японское пальто из парашютного шелка» А. Маслюкова
- «На дне» М. Горького

### Современный репертуар
- 1995 — «Натуральное хозяйство в Шамбале» Алексея Шипенко, постановка Владимира Петрова
- 1997 — «Волки и овцы» А. Островского, постановка Аркадия Каца
- 1998 — «Голодранцы-аристократы» Эдуардо Скарпетта, постановка Паоло Эмилио Ланди
- 2001 — «Закат» Исаак Бабель постановка Марины Глуховской[8]
- 2001 — «Маскарад» по мотивам М. Ю. Лермонтова, постановка Марины Глуховской[9]
- 2001 — «Полковнику никто не пишет» Габриэль Гарсия Маркес, постановка Марины Глуховской[8][10]
- 2003 — «Дачники» М. Горького, постановка Евгения Марчелли
- 2005 — «Вишнёвый сад» А. П. Чехова, постановка Евгения Марчелли
- 2006 — «Жена есть жена» по рассказам А. П. Чехова, постановка Игоря Коняева
- 2006 — «Стеклянный зверинец» Теннесси Уильямса, постановка Павла Зобнина
- 2007 — «Кабала святош» Михаила Булгакова, постановка Василия Сенина
- 2007 — «До последнего мужчины» Елены Ерпылевой, режиссёр Анна Бабанова
- 2008 — «Ночь любовных помешательств» фантазия по пьесе Шекспира «Сон в летнюю ночь», постановка Евгения Марчелли

## Награды
- 1973 год — государственная премия РСФСР имени К. С. Станиславского за спектакль «Солдатская вдова» Н. Анкилова (лауреатами стали автор Николай Анкилов, режиссёр Яков Киржнер, актеры Борис Каширин, Татьяна Ожигова, Валерия Прокоп);
- 1974 год — орден Трудового Красного Знамени (Указ Президиума Верховного Совета СССР от 22 мая 1974 года);
- 1985 год — государственная премия РСФСР имени К. С. Станиславского за спектакль «У войны не женское лицо» С. Алексиевич (лауреатами стали режиссёр Геннадий Тростянецкий, актрисы Наталья Василиади, Надежда Надеждина, Капитолина Барковская, Елена Псарева, Елизавета Романенко);
- 1997 год — «Лучшая режиссёрская работа» (режиссёр Владимир Петров), «Лучшая мужская роль» (актер Михаил Окунев), «Лучшая женская роль» (актриса Араки Кадзухо), старейшая актриса театра народная артистка России Елена Ивановна Псарева была удостоена премии «За честь и достоинство» со спектаклем «Женщина в песках» К. Абэ;

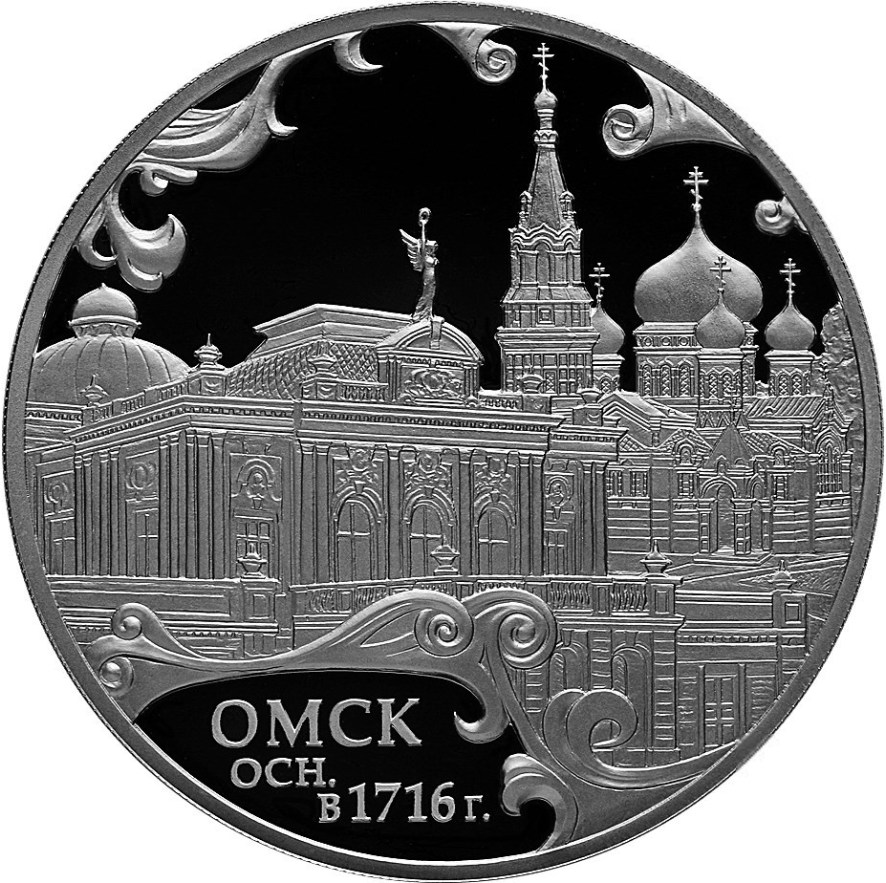
Памятная монета Банка России

- 1999 год — на IX Международном фестивале «Балтийский Дом» за роль Цензора в спектакле «Академия смеха» К. Митани (режиссёр Владимир Петров) народный артист России Юрий Ицков был удостоен премии «За лучшую мужскую роль»;[11]
- 2002 год — актриса Наталья Василиади становится лауреатом Национальной театральной премии «Золотая маска» — «Специальный приз жюри» за исполнение роли Цицилии Ц. в спектакле «Приглашение на казнь» по роману В. Набокова;
- 2005 год — спектакль «Фрекен Жюли» показан в Красноярске на Пятом региональном фестивале «Сибирский транзит», удостоен премии «За лучшую режиссуру» — Евгений Марчелли;
- 2005 год — спектакль «Фрекен Жюли» показан в Магнитогорске, удостоен Гран-при за режиссуру — Евгений Марчелли, Приз прессы «За скромное обаяние гениальности» — Виталий Кищенко;
- 2006 год — специальная премия жюри — Национальная театральная премии «Золотая маска» присуждена Омскому академическому театру драмы — главный режиссёр Евгений Марчелли — «За разнообразие творческих поисков в сезоне 2004—2005 гг.»;
- 2006 год — спектакль «Дачники» А. Пешкова показан в г. Торунь (Польша) на Международном театральном фестивале «Контакт», удостоен премии спонсоров PLUS GSM «За лучший спектакль»; премия «Лучшая актриса фестиваля» присуждена Екатерине Потаповой;
- 2006 год — спектакль «Король умирает» Э. Ионеско показан в Улан-Удэ на Шестом региональном фестивале «Сибирский транзит», удостоен премии «За лучшую режиссуру» — Вячеслав Кокорин; премия «За лучшую мужскую роль» — Михаил Окунев;
- 2007 год — спектакль «Фрекен Жюли» показан в Белграде (Сербия), удостоен премии дирекции фестиваля «Дон Кихот» «За Лучший спектакль»;
- 2009 год — спектакль «На Невском проспекте» Н. В. Гоголя показан в Омске на фестивале «Играем Гоголя», удостоен Гран-при фестиваля — спектакль «На Невском проспекте»; «Лучшая роль второго плана» — народный артист России Евгений Смирнов за исполнение роли Неизвестно какого господина;
- 2009 год — спектакль «До последнего мужчины» Е. Ерпылевой показан на VI Открытом театральном конкурсе «Золотой конек», заслуженная артистка России Елизавета Романенко удостоена премии «За честь и достоинство»; «За лучшую сценографию» — художник спектакля Олег Головко; отдельная награда Союза журналистов России присуждена Омскому академическому театру драмы «За глубокое прочтение драмы»;
- 2009 год — спектакль «Зеленая зона» М. Зуева показан на III Межрегиональном фестивале имени Н. Х. Рыбакова в Тамбове, присуждены награды «За лучший спектакль фестиваля», «За лучшую сценографию» — Игорь Капитанов; «Надежда Союза», премия СТД РФ — актрисе Инге Матис; специальных премий жюри удостоены работы народных артисток России Натальи Василиади, Валерии Прокоп; заслуженной артистки России Елизаветы Романенко; актрисы Марины Кройтор, актера Вячеслава Малинина;
- 2010 год — спектакль «Экспонаты» В. Дурненкова был показан на фестивале «Ново-Сибирский транзит». «Лучшая работа режиссёра» — Дмитрий Егоров за спектакль «Экспонаты» Омского государственного академического театра драмы;
- 2011 год — Премия Правительства Российской Федерации имени Фёдора Волкова за вклад в развитие театрального искусства Российской Федерации[12];
- 2012 год — грант Президента Российской Федерации в области театрального искусства в числе 15 ведущих творческих и образовательных коллективов страны;
- 2013 год — премии Губернатора Омской области в области театрального искусства удостоен коллектив Омского академического театра драмы за постановку спектакля «Бег» по пьесе М. Булгакова: режиссёр спектакля Георгий Цхвирава, народный артист РФ Валерий Алексеев, заслуженные артисты РФ Александр Гончарук, Михаил Окунев, артисты Илона Бродская, Екатерина Потапова, Владислав Пузырников. Также премией отмечена работа художника-постановщика спектакля «Бег» Эмиля Капелюша.[13]
- 21 ноября 2024 года — Орден «За заслуги в культуре и искусстве» — за большой вклад в развитие отечественной культуры и искусства, многолетнюю плодотворную деятельность[14]